# Wenzel Scherffer von Scherffenstein
Wenzel Scherffer von Scherffenstein (* um 1603? in Leobschütz, Herzogtum Leobschütz; † 27. August 1674 in Brieg, Herzogtum Brieg) war ein deutscher Barockdichter und Übersetzer.

## Leben
Der aus einem alten schlesischen Adelsgeschlecht stammende Dichter wurde um 1603 in Leobschütz geboren und verbrachte seine Jugend in der Umgebung von Teschen, jedoch sind nähere Einzelheiten nicht überliefert. Offenbar genoss er lediglich eine Erziehung durch private Hofmeister. Seine musikalischen und sprachlichen Talente bleiben jedoch unbestritten. Deutsch, Polnisch und Latein sind belegt, ebenso seine Dichtungen in Rotwelsch und schlesischer Mundart. Scherffers Poesie orientiert sich an den von Martin Opitz festgelegten Regeln („Von der Deutschen Poeterey“), obwohl sie einen volkstümlicheren und humorvolleren Ton aufweist als das große Vorbild.
Ab 1661 fand er am Brieger Hof eine feste Lebensstellung als Hofpoet und Organist der Schlosskirche, und hier entstand die Mehrzahl seiner oft einfallsreichen und humorvollen Kasualdichtungen. Scherffers umfangreichstes Einzelwerk war die 8000 Alexandrinerverse umfassende deutsche Übersetzung von Dedekinds satirischem Grobianus, die ihm nicht nur die Aufnahme in Zesens Deutschgesinnte Genossenschaft, sondern auch die Erhebung zum kaiserlich gekrönten Poeta laureatus eintrug.

## Werke (Auswahl)
als Autor
- Leichgesänge und Grabschrifften. Brieg 1646
- Geist- und weltlicher Gedichte Erster Theil. Brieg 1652

als Übersetzer
- Friedrich Dedekind: Der Grobianer und die Grobianerin/ Das ist/ Drey Bücher von Einfalt der Sitten. Brieg 1640 (Google Books)
- Hermann Hugo: Gottsäliger Verlangen. Brieg 1662